# حزب ملی نیوزیلند
حزب ملی نیوزیلند (به انگلیسی: New Zealand National Party) یکی از حزبهای فعال و قدرتمند در کشور نیوزیلند است که از سال ۲۰۰۸ تا ۲۰۱۷ حاکمیت دولت این کشور را در دست دارد. این حزب که رهبر آن، جان کی می‌باشد از احزاب راست میانه در نیوزیلند به‌شمار می‌رود، میراثدار حزب سیاسی لیبرال و رفرم است که پیش از سده ۱۹ میلادی در نیوزیلند فعالیت داشته‌اند. رقیب اصلی این حزب، حزب کارگر نیوزیلند است.